# Бузалла
Бузалла (итал. Busalla) — коммуна в Италии, располагается в регионе Лигурия, в провинции Генуя.
Население составляет 5908 человек (2008 г.), плотность населения составляет 345 чел./км². Занимает площадь 17 км². Почтовый индекс — 16012. Телефонный код — 010.
Покровительницей коммуны почитается Пресвятая Богородица, празднование 12 сентября.

## Демография
Динамика населения:

## Администрация коммуны
- Официальный сайт: http://www.comune.busalla.ge.it